# 伊豆富人
伊豆 富人（いず とみと、1888年9月20日 - 1978年4月13日）は、日本の政治家。衆議院議員（4期）、熊本日日新聞社長。熊本県近代文化功労者、八代市名誉市民。

## 人物・略歴
熊本県芦北郡日奈久町（現八代市）生まれ。上京して早稲田大学専門部政治経済科に入学、永井柳太郎の講義を聴いていた。上京後、同郷の池辺三山を頼るが、一年足らずで亡くなったため、池辺三山の弟分である鳥居素川に相談する。鳥居素川が安達謙蔵に話をして、故郷熊本の九州日日新聞の東京通信員という名目で学費を補助してもらうことになり、雑誌にも毎月二十枚ほど書くようになった。鳥居素川から卒業したら朝日新聞に入れてやると言われ、1915年（大正4年）に早大卒業翌日に東京朝日新聞編集局長の松山忠二郎と面会して外務省担当を打診されるが、九州日日新聞から通信員の名目で学費補助を受けていたことを説明して、九州日日新聞に入社する。
1917年（大正6年）、鳥居素川より東京朝日に一人欠員が出たと誘いを受ける。九州日日の社長、副社長からは反対を受けるが、「将来は熊本に帰ってくるにしても、天下の広居で修行しなければ天下のことはわからない。東京に行くべき。」と安達謙蔵が裁断して朝日新聞に入社する。政党担当の記者を経験して国会議員になりたいと思っていたため政党担当を希望し、デスクにまわった大西斎の後任となる。
シベリア出兵などの寺内内閣の攻撃、続く原内閣批判で、鳥居が責任を取って朝日を退社して、我等社、大正日日新聞を立ち上げると、1920年（大正9年）に伊豆も退社して合流する。
1922年（大正11年）、同郷の牧野輝智をはじめ、野村秀雄、緒方竹虎、森田久ら朝日先輩の斡旋で、東京朝日新聞に復社して政経部記者となるが、
1925年（大正14年）に安達謙蔵が逓信大臣に就任すると逓信大臣秘書官となる。
1932年（昭和7年）の第18回衆議院議員総選挙で立憲民政党から熊本2区から出馬して当選（立憲民政党）、その後1936年（昭和11年）-第19回衆議院議員総選挙（国民同盟）、1937年（昭和12年）-第20回衆議院議員総選挙（国民同盟）、1942年（昭和17年）-第21回衆議院議員総選挙（翼賛政治体制協議会）と四回当選するが、1947年（昭和22年）の公職追放を機に政界から退く。
この間、1940年（昭和15年）に九州日日新聞社長に就任するが、政府の新聞統制・一県一紙政策により政友会系の九州新聞と合併、1942年（昭和17年）3月、熊本日日新聞を創立する。
1951年（昭和26年）公職追放が解除になるが、政界復帰せずに新聞事業に専念、熊本日日新聞社長に復職、1953年（昭和28年）ラジオ熊本（現熊本放送）を設立して社長に就任した。
1959年（昭和34年）に新聞文化賞受賞、1972年（昭和47年）熊本県日中協会初代会長に就任する。
1978年（昭和53年）に亡くなった。墓所は熊本市小峰墓地にある。1981年（昭和56年）マスコミ功労者に顕彰された。